# Axure RP
Axure RP Pro je softwarový nástroj pro náhled řešení zvaný wireframe, rapid prototyping a funkční specifikaci zaměřený na web a osobní počítače. Nabízí možnosti typické pro nástroje pro uchopení, přenesení a vložení prvků, změnu jejich velikosti a formátování grafických komponent. Dále umožňuje komentování komponent a vytváření podmíněných odskoků do jiných obrazovek a podmíněné zobrazování částí obrazovek.
Software umožňuje vygenerovat z diagramů HTML soubor a specifikaci v Microsoft Wordu.
Aplikační okno je rozděleno na šest hlavních částí:
- hierarchický přehled stránek
- přehled grafických komponent k použití
- prostor pro vytvořené šablony k dalšímu použití
- prostor pro tvorbu stránky
- poznámky k stránce
- poznámky a interakce ke grafickým komponentám

Dosažitelné grafické komponenty:
- Wireframe: obrázek, textový panel, hyperlink, obdélník, tabulka, čára (horizontální/vertikální), menu (horizontální/vertikální), strom
- Komponenty: tlačítko, text, textové pole, rozbalovací seznam, seznam, zaškrtávací pole, přepínač, dynamický panel (umožňující interaktivitu)

Jednotlivé komponenty mohou být provázány událostmi typu OnClick, OnMouseOver nebo OnMouseOut. Pro dynamické panely můžeme vytvořit více stavů, z nichž každý je přístupný po kliknutí na příslušné tlačítko.

## Historie
- 13. březen 2014, Axure RP 7
- 18. duben 2012, Axure RP 6.5
- 29. červen 2011, Axure RP 6.0 (pro Mac)
- 6. duben 2010, Axure RP 5.6 (pro Mac)
- 24. srpen, 2009, Axure RP Pro 5.6 (pro Windows)
- 24. únor, 2009, Axure RP Pro 5.5
- 15. říjen, 2008, Axure RP Pro 5.1
- 21. duben, 2008, Axure RP Pro 5
- 2. červenec, 2007, Axure RP Pro 4.6
- 6. březen, 2006, Axure RP Pro 4